# 二人の彼
『二人の彼』（ふたりのかれ）は、藤田麻衣子の2枚目のスタジオ・アルバム。2008年10月8日にMW RECORDSから発売された。

## 概要
前作『会いたい』から約1年3か月ぶりとなるアルバム。初回限定盤には、緋色の欠片シリーズの予告プロモーションビデオと「恋に落ちて」ライブ映像を収録したDVDが付属。

## 収録曲[3]
全曲作詞・作曲：藤田麻衣子
- CD

1. 運命の人
PlayStation 2、PlayStation Portable用ゲームソフト『緋色の欠片3 蒼黒の楔』オープニングテーマ。
2. 環状八号線
3. 見えない月
4. 未来を
5. 二人の彼
PlayStation 2、PlayStation Portable用ゲームソフト『緋色の欠片3 蒼黒の楔』エンディングテーマ。
6. 電子レンジ
7. 遠くへ
8. 目覚まし時計
9. 日曜日、僕は荷物持ち
10. 今でもあなたが
ニンテンドーDS用ゲームソフト『緋色の欠片DS』オープニングテーマ。
11. 守りたい人
12. 横顔～わたしの知らない桜～
ニンテンドーDS用ゲームソフト『緋色の欠片DS』エンディングテーマ。

- DVD

1. 『恋に落ちて』
ライブ映像（オトメイトパーティ、メルパルク東京、2008年5月24日）